# Râul Rimetea
Râul Rimetea este un afluent al râului Arieș. 

## Hărți
- Harta Munții Apuseni
- Harta Județul Alba
- Harta Munții Trascău  Arhivat în 11 octombrie 2008, la Wayback Machine.